# Toomas Hendrik Ilves
Toomas Hendrik Ilves (n. 26 decembrie 1953, Stockholm, Suedia) este un politician eston și fost președinte al Estoniei, ales pe 23 septembrie 2006 și înlocuindu-l pe Arnold Rüütel. Mandatul lui Ilves a început pe 9 octombrie 2006 și s-a terminat pe 10 octombrie 2016.
Anterior Ilves a fost europarlamentar din partea Partidul Social Democrat al Estoniei. 
Ilves s-a născut în Stockholm, Suedia, parinții săi fiind refugiați politici din Estonia, care în acel timp era sub ocupație sovietică. A crescut și s-a educat în Statele Unite ale Americii, unde a studiat psihologia la Universitatea Columbia și la Universitatea din Pennsylvania. În anii 1980 a lucrat ca jurnalist pentru Radio Europa Liberă. După ce Estonia a devenit independentă, Ilves a revenit în țară și s-a implicat în politică. În anii 1990 a fost ambasadorul Estoniei în Statele Unite, Canada și Mexic, și din 1996 până în 1998 a fost ministru al afacerilor externe, poziție care a deținut-o și între 1999 și 2002.